# 1616 Filipoff
1616 Filipoff (1950 EA) là một tiểu hành tinh vành đai chính được phát hiện ngày 15 tháng 3 năm 1950 bởi Boyer, L. ở Algiers.